# Shiquanhe
Shiquanhe (chinois simplifié : 狮泉河镇 ; pinyin : shīquánhé zhèn), ou Sênggêzangbo (tibétain : སེང་གེ་ཁ་འབབ་, THL : sengé kha bab), est un bourg-canton (乡镇) du Xian de Gar, sur le territoire de la préfecture de Ngari dans la Région autonome du Tibet, en Chine. Il est également le chef-lieu de la préfecture de Ngari.
Le Canton est situé à moins de 100 km de la frontière avec l'Inde.

## Centrale photovoltaïque
La centrale photovoltaïque de Ngari, située à 3 km du centre-ville du bourg, est, depuis novembre 2013, la troisième centrale du Tibet à fournir 10 MW, après celle de Yangbajing et celle de Shigatsé.

## Observatoire
La Chine, le Japon et la Corée du Sud construisent un observatoire astronomique au sud de Shiquanhe, à 5050 m d'altitude (32° 19′ 32″ N, 80° 01′ 34″ E). Le Pakistan et l'Inde ont annoncé en 2012 leur intention de rejoindre le projet.

## Transports
L'aéroport Ngari Gunsa, inauguré le 1er juillet 2010, est le quatrième aéroport civil du Tibet.